# 东坝乡 (左贡县)
东坝乡，是中华人民共和国西藏自治区昌都市左贡县下辖的一个乡镇级行政单位。

## 行政区划
东坝乡下辖以下地区：
军拥村、普卡村、坝雪村、加坝村、格瓦村、埃西村和沙益村。

## 中国传统村落
2012年，军拥村被评为首批“中国传统村落”。